# Condado de Cañete de las Torres
El condado de Cañete de las Torres es un título nobiliario español creado por Francisco Serrano y Domínguez, I duque de la Torre, en 1870, con real despacho expedido el 13 de junio de 1870, a favor de Antonio López Zapata y Díaz. Su nombre se refiere al municipio andaluz de Cañete de las Torres, en la provincia de Córdoba.

## Condes de Cañete de las Torres
|                                                     | Titular                                             | Periodo                                             |
| Creación por Francisco Serrano y Domínguez, regente | Creación por Francisco Serrano y Domínguez, regente | Creación por Francisco Serrano y Domínguez, regente |
| --------------------------------------------------- | --------------------------------------------------- | --------------------------------------------------- |
| I                                                   | Antonio López Zapata y Díaz                         | 1870-1887                                           |
| II                                                  | Elisa López Zapata y Torrealba                      | 1888-1903                                           |
| III                                                 | Enriqueta López-Zapata y Torrealba                  | 1904-1927                                           |
| IV                                                  | Antonio Velasco y López Zapata                      | 1929-1954                                           |
| V                                                   | Enrique de Cañas y Velasco                          | 1957-1969                                           |
| VI                                                  | José Ramón de la Lastra y Hoces                     | 1973-1974                                           |
| VII                                                 | Ángela de la Lastra y Rubio                         | 1974-1924                                           |
| VIII                                                | Cristóbal Millán de la Lastra                       | 2024-                                               |

## Historia de los condes de Cañete de las Torres
- Antonio López-Zapata y Díaz (Córdoba, 11 de noviembre de 1827-Córdoba-6 de agosto de 1887), I conde de Cañete de las Torres,[2] Gran Cruz de Isabel la Católica, caballero de la Orden Civil de San Juan de Jerusalén, hijo de José López Zapata, caballero de la Orden de Carlos III, y de María Manuela Díaz y Luarte.[1]

Casó, en Cañete de las Torres, el 29 de enero de 1852, con María Francisca Torrealba y Borrego. Le sucedió su hija:
- Elisa López Zapata y Torrealba (Córdoba, 10 de junio de 1855-Córdoba, 19 de junio de 1903), II condesa de Cañete de las Torres con Real Carta de Sucesión del 20 de marzo de 1888.

Contrajo matrimonio con Eduardo Altuna y López, viudo de su hermana Amalia. Sin descendencia. Le sucedió su hermana:
- Enriqueta López-Zapata y Torrealba (Córdoba-18 de julio de 1864-Córdoba, 18 de julio de 1927), III condesa de Cañete de las Torres con Real Carta de Sucesión del 30 de abril de 1904.

Casó, en Córdoba, el 28 de noviembre de 1885, con Juan Luis Velasco y  Navarro. Le sucedió su hijo:
- Antonio Velasco y López Zapata (Córdoba, 4 de julio de 1892-ibíd. 23 de febrero de 1954), IV conde de Cañete de las Torres con Real Carta de Sucesión expedida el 22 de abril de 1929.

Contrajo matrimonio, en Córdoba el 28 de julio de 191,3 con Ángeles López de Alvear. El matrimonio fue disuelto por divorcio eclesiástico el 2 de agosto de 1923. No tuvo descendencia legítima, pero dejó tres hijas naturales, Enriqueta, Concepción y Antonia Velasco y Borza. Le sucedió su sobrino, hijo de su hermana María de la Concepción Velasco y López Zapata y Miguel Cañas y Vallejo:
- Enrique de Cañas y Velasco (Córdoba, 26 de febrero de 1913-Córdoba, 25 de junio de 1969), V conde de Cañete de las Torres,[3] hijó único.

Soltero y sin descendencia, sucedió:
- José Ramón de la Lastra y Hoces (m. 12 de enero de 1977), VI conde de Cañete de las Torres,[4] X marqués de Albudeyte, grande de España,[5] y marqués de Ugena de la Lastra (rehabilitación 14 de marzo de 1955).[6]

Casó, el 19 de marzo de 1933, con Elisa Rubio Rodríguez (m. 16 de febrero de 1989). Le sucedió su hija:
- Ángela de la Lastra y Rubio (m. 1924), VII condesa de Cañete de las Torres.[5][7]

Casó con Fabio Turnes Hoces, fallecido el 12 de febrero de 2007, padres de Jaime, Gonzalo y Ramón Turnes y de la Lastra. Le sucedió su sobrino_
- Cristóbal Millán de la Lastra, VIII conde de Cañete de las Torres.[9]